# Commodore VIC-20
Il Commodore VIC-20 o Commodore VIC 20 (in Giappone: Commodore VIC-1001; in Germania: Commodore VC 20) è un home computer della Commodore Business Machines Inc., prodotto e commercializzato dall'ottobre 1980 al gennaio 1985. 
Fu proposto come home computer per la famiglia e per il gioco ed ebbe un grande successo di vendite, migliorato solo dal successivo Commodore 64.

## Storia
Concepito come una versione economica del Commodore PET, venne progettato da Bob Yannes e prodotto inizialmente nella versione giapponese VIC-1001. Fu prodotto in larga scala dalla società dopo la presentazione di un primo modello al Consumer Electronics Show del 1980. Fu soprannominato "the friendly computer", il computer amico, e commercializzato come computer per la famiglia, per la casa, per il gioco, ad un prezzo relativamente contenuto, ovvero a meno di 300$.
L'ingresso nel mercato delle macchine di fascia bassa riuscì con grande successo, e fu venduto non solo dai negozi di informatica, ma anche attraverso centri commerciali come Kmart; unitamente ad una efficace campagna pubblicitaria, per la quale la Commodore ingaggiò William Shatner per la realizzazione di alcuni spot televisivi. Ciò fece sì che il VIC-20 fosse il primo computer della storia a raggiungere il milione di unità vendute, di cui 800.000 solo nel 1982, notevoli se paragonate ad esempio alle 700.000 raggiunte dall'Apple II in tutto il periodo 1977-1982. Il VIC-20 fu uno dei protagonisti della guerra dei prezzi che la Commodore ingaggiò con la Texas Instruments e che spinse quest'ultima fuori dal mercato degli home computer, ma la produzione della macchina cessò all'inizio del 1985, dopo aver totalizzato oltre 2.500.000 esemplari venduti, quando fu sostituito dal Commodore 16.

## Il significato del nome
"VIC" è l'acronimo di "Video Interface Chip", il nome del circuito integrato più importante, dopo il microprocessore MOS 6502, utilizzato per realizzare il computer. Il "20" non ha alcun significato; secondo Michael Tomczyk, il responsabile di progetto che lo volle aggiungere, era solo un numero che suonava "amichevole", mentre "Vic" da solo suonava come il nomignolo di un "camionista" (in inglese è il diminutivo di Victor).
In Germania il nome del computer è stato cambiato in "Commodore VC 20". "VC" è l'abbreviazione di "volkscomputer", termine tedesco che in italiano significa "computer popolare". Il termine "volkscomputer" è stato utilizzato sulla confezione di vendita, nel manuale, nelle pubblicità, ma non sul computer. Molto probabilmente il cambiamento di nome da "Commodore VIC 20" a "Commodore VC 20" è stato deciso in conseguenza del fatto che nella lingua tedesca la "v" è spesso pronunciata come una "f", quindi "VIC" sarebbe suonato identico a "fick", una parola volgare.

## Caratteristiche

### Descrizione generale
Utilizza la medesima CPU del Commodore PET, ma uno chassis più piccolo e compatto che ha tasti squadrati, anziché quelli a profilo arrotondato dei successivi Commodore 64 e Commodore 16, e utilizza il Commodore BASIC in versione 2.0. Al di là delle evidenti differenze nella gestione dello schermo, dotato di una dimensione di pagina testo assai inusuale, perfino gli entry point di alcune funzioni interne del KERNAL funzionano in modo simile al PET e tale somiglianza rimase anche nei successivi modelli a 8 bit, come nel caso della subroutine denominata CHROUT e deputata a scrivere un carattere sullo schermo.
Va notato che molti programmi in linguaggio macchina possono girare solo su una configurazione, cioè solo con o senza espansione di memoria. Ciò è dovuto al fatto che la posizione iniziale della memoria utente cambia in presenza di una qualsiasi espansione (comunque rilevabile agevolmente via software) e alla relativa difficoltà di scrivere codice macchina riutilizzabile per il 6502.
La squadra di Michael Tomczyk scrisse una guida di riferimento del programmatore di 400 pagine, prima del suo genere, che favorì molto la produzione di software di terze parti, la cui mancanza aveva afflitto la Commodore in precedenza.

### Dotazione hardware

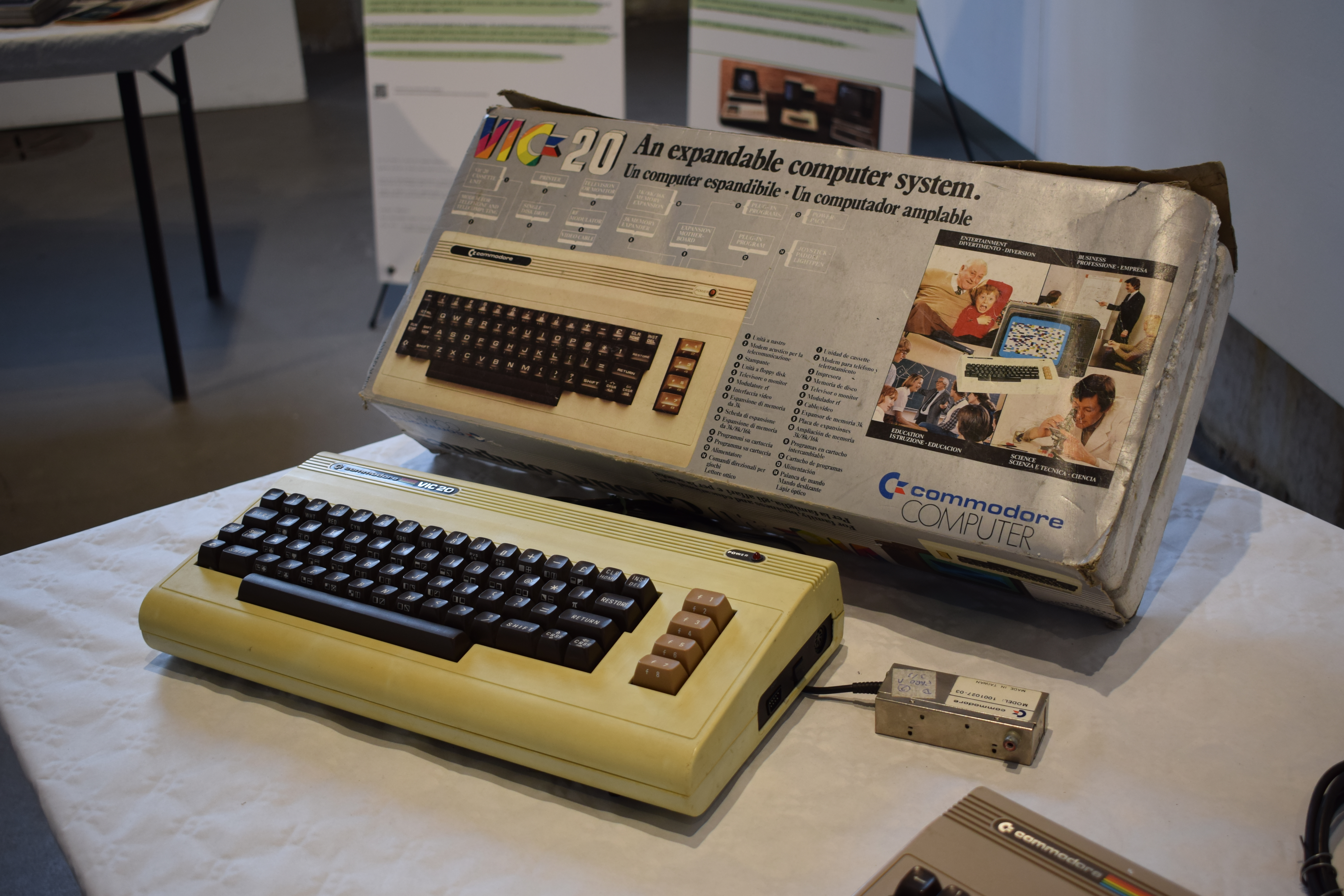
Un Commodore VIC-20 con il suo imballaggio originale

L'hardware è basato sul MOS VIC - che gestiva sia la grafica che il sonoro - e sul MOS 6502, con una memoria ROM di 20 kB espandibile, contenente sistema operativo e interprete BASIC, memoria RAM di 5 kB, di cui 3,5 kB disponibili per la programmazione in BASIC in versione 2.0. Nello specifico la RAM ha 3583 byte liberi, oltre a circa 2 kB per la gestione del segnale video, (per un totale di 5,5 kB, come da "Guida del Programmatore" del VIC 20). Tali confini potevano essere modificati da programmatori anche poco esperti, aumentando così la risoluzione dello schermo (22×23 caratteri) a scapito della memoria libera per il programma.
Dal punto di vista grafico, la risoluzione era di 176×184 pixel (22×23 caratteri in modo testo), forniva da 8 a 16 colori, caratteri programmabili, modo multicolore, possibilità di centraggio del quadro video e una particolare modalità video con caratteri di dimensione 8×16. Inoltre il VIC 20 non è dotato della capacità di gestire sprite a livello hardware.
Come sonoro vi erano quattro canali, tre ad onda quadra ed un quarto per il rumore bianco. Era possibile aggiungere una quinta voce collegando, tramite la porta di espansione, un altoparlante esterno al VIA, un integrato destinato alla gestione dell'I/O ma che presentava anche un'uscita audio. Disponeva inoltre di un bus a seriale (una versione dello standard parallelo IEEE-488) utilizzato per le periferiche Commodore 1540, 1541, 1581, 1570, 1571 e le stampanti Commodore 1525/1526, Commodore MPS 801 o simili, una porta di espansione memoria utilizzata anche per le cartucce GAME, una porta per collegarvi un registratore di cassette magnetiche, dotato di connettore proprietario per l'utilizzo del Datassette.
Vi erano una porta input/output (detta user port) contenente l'equivalente di una porta parallela ed una seriale RS-232 non standard con livelli TTL (normalizzabili tramite un accessorio specifico, cod. VIC-1011A) ed una porta per joystick e paddle identica a quelle della console per videogiochi Atari 2600. La velocità del bus seriale era leggermente più alta che in modelli successivi. Il drive 1540, concepito come specifico per il VIC-20, era in grado di trasferire dati solo alla velocità nativa del VIC-20. Molte unità Commodore 1540 vennero tuttavia aggiornate successivamente dai proprietari con la sostituzione della ROM, che definiva tra le altre cose le costanti di tempo per il trasferimento dei dati. Il bus seriale, con l'eccezione del cambio di velocità, rimase invariato nei successivi modelli a otto bit. La user port rimase del tutto identica sui Commodore 64/128 e fu ampiamente sfruttata come parallela per trasformare questi computer in centraline programmabili per automatismi.

## Versioni

### Commodore VIC 20 / VC 20 / VIC 1001
I VIC 20 di prima serie montavano la scheda madre ASSY n.1001006 del 1980. Le prime schede avevano qualche problema di surriscaldamento e verso la metà del 1981 fu introdotta una versione con dissipatore di calore maggiorato. Queste versioni montavano entrambe la tastiera derivata dai computer della serie PET e vengono oggi definiti "VIC 20 PET style". Alla fine dello stesso anno fece la sua comparsa la scheda madre ASSY n.324003 che presentava alcuni affinamenti tecnici, una nuova disposizione di alcuni componenti e una nuova schermatura contro le emissioni RF per rientrare nelle nuove specifiche imposte dalla FCC. Entrambe queste schede venivano alimentate a corrente alternata e si riconoscono dalla presa di alimentazione bipolare. Verso la fine del 1981, la vecchia tastiera fu rimpiazzata con quella di nuovo design che fu poi ripresa anche dal Commodore 64. Inizialmente tutti i VIC 20, VC 20 e VI 1001 adottavano la targa identificativa in alluminio dorato con serigrafia nera. In seguito per il mercato europeo si utilizzò un logo differente con la dicitura "VIC" o "VC multicolore per poi arrivare all'ultimo tipo, in alluminio con scritta in rilievo (come i Commodore 64 seconda serie e i Commodore 16).

### Commodore VIC 20 / VC 20 CR

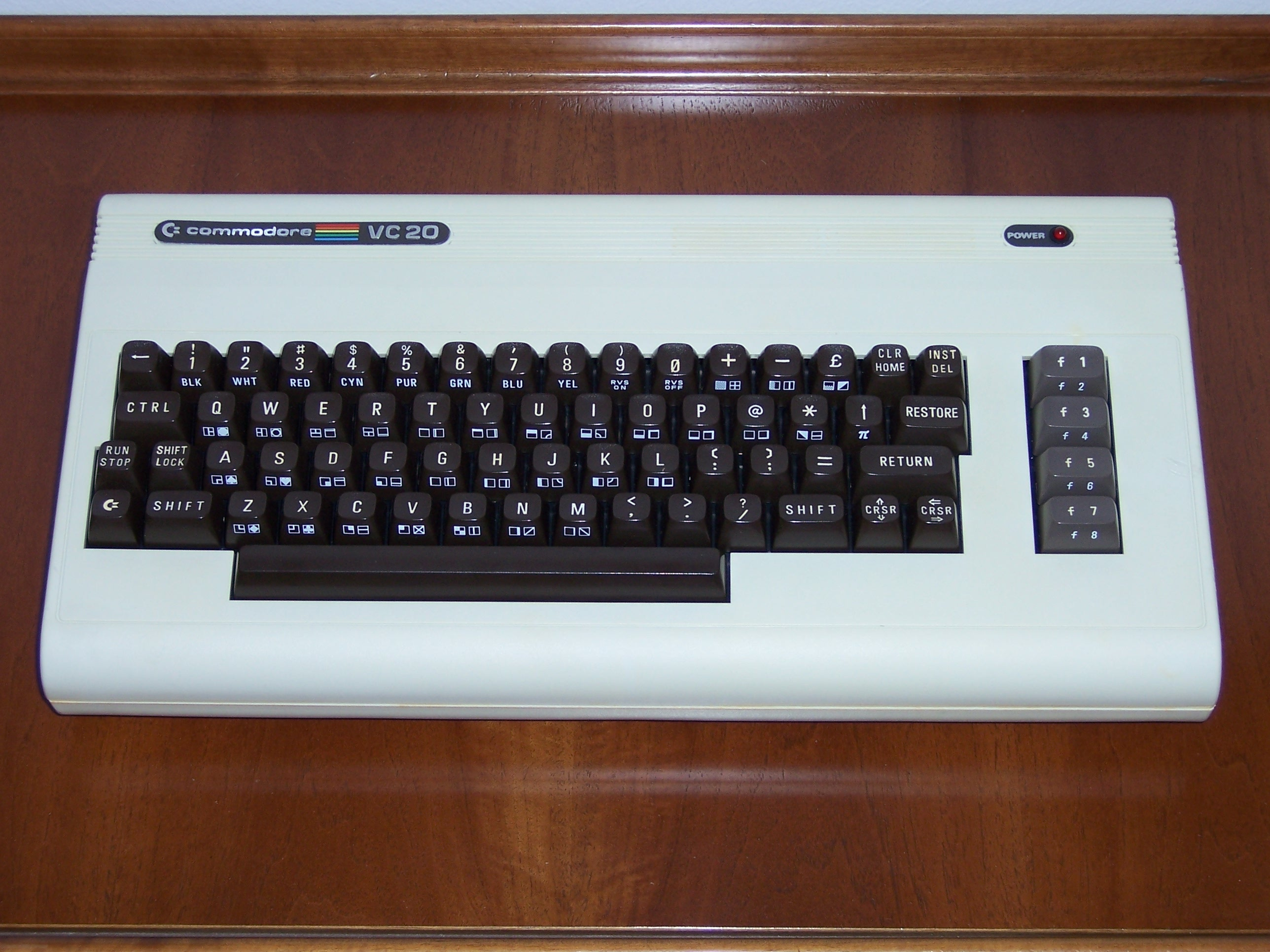
Un Commodore VC 20 seconda serie

Nel 1982 debutta una nuova versione che viene chiamata internamente dalla Commodore VIC 20 CR, Cost Reduction. Scheda madre ASSY n.250403 completamente ridisegnata e più compatta. Da 32 chip delle vecchie versioni si passa a 26 chip. Nuovo case "slim" leggermente più arrotondato e compatto (-5mm in altezza). Sezione di alimentazione a corrente continua, che permetterà di produrre un unico tipo di alimentatore sia per il VIC 20 che per il Commodore 64. Questo consentì una maggiore standardizzazione della produzione a tutto vantaggio del contenimento dei costi.

## Dati statistici
Il Commodore VIC-20 è stato il primo computer della storia a superare la quota simbolica di un milione di esemplari venduti, quota tutt'oggi rilevante che il Commodore VIC-20 ha raggiunto nel gennaio del 1983.
Il periodo di maggiore successo commerciale del Commodore VIC-20 è stato il 1982, anno in cui è risultato anche il computer più venduto nel mondo con 800.000 esemplari venduti. All'apice del suo successo commerciale venivano prodotti circa 9.000 esemplari al giorno. In totale sono stati venduti circa 2,5 milioni di esemplari, quantità che non fa del Commodore VIC-20 il computer più venduto della storia. Tale primato appartiene al suo successore, il Commodore 64, venduto in 17 milioni di esemplari.
Il Commodore VIC-20 inoltre è stato il primo computer della storia con video a colori venduto al dettaglio a un prezzo inferiore ai 300 dollari.

## Videogiochi

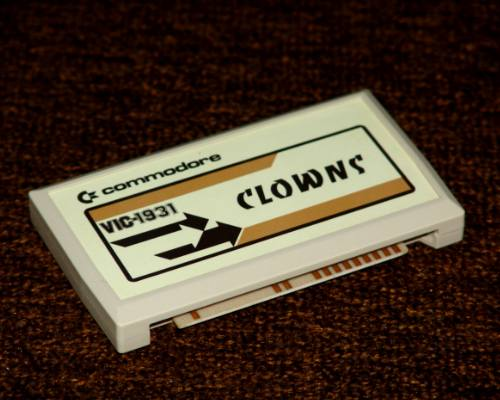
Una cartuccia per VIC-20 del videogioco Clowns

Il VIC-20 fu molto utilizzato nel campo dei videogiochi.
Circa 170 giochi vennero pubblicati su cartuccia, di cui oltre 30 dalla stessa Commodore. Fin dall'uscita del VIC-1001 vennero commissionate diverse cartucce alla HAL Laboratory, con il coordinamento di Satoru Iwata, generalmente conversioni di arcade.
Alle cartucce si aggiunsero poi molti più giochi pubblicati commercialmente su cassetta, almeno 400.
Sebbene furono prodotti anche lettori di floppy, all'epoca questo formato non fu mai usato per pubblicare videogiochi. Uscirono giochi per il VIC-20 base oppure che richiedono espansioni di memoria da 3kB, 8kB o 16kB; esistevano anche espansioni più grandi, ma non vennero prodotti giochi che le necessitassero. La produzione del VIC-20 cessò nel 1984, ma l'uscita di nuovi giochi commerciali continuò fino al 1985 inoltrato.
In tutto i giochi conosciuti sono oltre 1400.
Secondo una selezione fatta dalla rivista Retro Gamer, dieci dei più grandi giochi per VIC-20 sono Jelly Monsters (clone di Pac-Man), Omega Race, Pirate Cove, Matrix, Sword of Fargoal, Demon Attack, Key Quest, Laser Zone, Astro Nell (creato nel 2004 per il retrogaming), Game Theory (creato nel 2007 per il retrogaming).
La rivista ricorda inoltre, tra i più importanti titoli usciti esclusivamente per VIC-20, The Perils of Willy, Chariot Race, Mole Attack, Ultima: Escape from Mt. Drash, Wacky Waiters; tra i giochi che riuscirono perfino migliori della rispettiva versione per il più potente Commodore 64, Omega Race, Matrix, Snake Pit, Demon Attack, Key Quest; tra i migliori homebrew creati molti anni dopo (fino al 2016), Vicdoom (una sorprendente conversione di Doom), Astro Nell, Frogger '07 (conversione fedele di Frogger), Dragonwing, Super Starship Space Attack.